# 27-й егерский полк
27-й егерский полк

## Места дислокации
В 1820 году — Дмитров Московской губернии. 2-й батальон находился на поселении в Новгородской губернии. Полк входил в состав 14-й пехотной дивизии.

## Формирование полка
Сформирован 24 июля 1806 г. По упразднении егерских полков 28 января 1833 г. все три батальона были присоединены к Бородинскому пехотному полку. Старшинство полка сохранено не было.

## Кампании полка
Полк принимал участие в русско-турецкой войне 1806—1812 гг.; в 1812 г. состоял в 16-й пехотной дивизии Дунайской армии и был командирован на Волынь в отряд Лидерса, затем был двинут на присоединение к Дунайской армии и состоял в 6-м корпусе, в рядах которого принял участие во многих сражениях Отечественной войны и Заграничных походах.
Знаков отличия 27-й егерский полк не имел

## Шефы полка
- 24.08.1806 — 07.10.1810 — полковник Гренгамер, Фёдор Данилович
- 19.10.1810 — 22.06.1815 — полковник Пантениус, Фёдор Иванович

## Командиры полка
- 06.04.1810 — 29.04.1811 — подполковник Корнилов 2-й
- 05.10.1811 — 22.06.1815 — полковник Бакуринский, Иван Иванович
- 22.06.1815 — 30.08.1816 — полковник Пантениус, Фёдор Иванович
- 30.08.1816 — 01.01.1826 — полковник Роговский, Иван Осипович 1-й